# Xara Xtreme

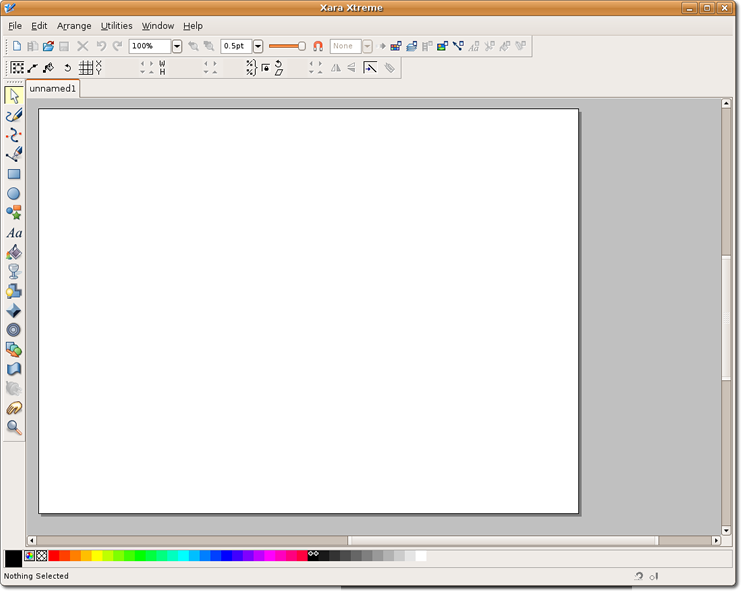
Xara Xtreme på Ubuntu linux.

Xara Xtreme är ett vektorbaserat illustrationsprogram. Det finns i en kommersiell version för Windows och sedan 2006 i en öppen källkod version för Linux.